# Рада генеральной старшины
Ра́да генера́льной старши́ны (укр. Рада старшини) — совет, узкий совещательный и исполнительный орган при гетмане Запорожской Сечи, Войска Запорожского (реестрового), Гетманщины и Слободской Украины. Один из органов центральной власти наравне с властью гетмана и Генеральной войсковой радой.
Функционировал на Левобережной Украине со времен народно-освободительной войны 1648—1654 и до ликвидации в 1764 году Генеральной военной канцелярии.
Состояла из лиц, входивших в генеральную старши́ну. Выражала интересы казацкой старшины и шляхетства.
Компетенция Рады генеральной старшины не была чётко разделена между гетманом и Генеральным Военным Советом. Кроме важнейших вопросов законодательного, административного и судебного порядка, Рада старшины специально рассматривала проблемы упорядочения финансов. Рада старшины постоянно собиралась, как собрание генеральной старшины при гетмане; иногда на эти совещания приглашались и полковники. Общие съезды старшинских рад (советов) собирались в гетманской резиденции на Рождественские и Пасхальные праздники. В работе этих съездов участвовали полковые делегации, состоящие из полковой старшины, сотников и знатного военного общества. Представители последних не раз выбирались для участия в съездах старшины.

## Источник
- Окиншевич Л. Центральні установи України-Гетьманщини XVII—XVIII вв. — Ч. II. — Рада старшини (укр.). — Київ: ВУАН, 1930. — 349 с. Архивировано 12 марта 2022 года.
- Енциклопедія українознавства : Словникова частина : [в 11 т.] / Наукове товариство імені Шевченка; гол. ред. проф., д-р Володимир Кубійович. — Париж ; Нью-Йорк : Молоде життя ; Львів ; Київ : Глобус, 1955—2003. (укр.)
- Украинская советская энциклопедия. 1974—1985. Под редакцией М. Бажана. (укр.)